# El Carpintero, Tamasopo
El Carpintero är en ort i Mexiko.   Den ligger i kommunen Tamasopo och delstaten San Luis Potosí, i den centrala delen av landet, 270 km norr om huvudstaden Mexico City. El Carpintero ligger 293 meter över havet och antalet invånare är 348.
Terrängen runt El Carpintero är lite kuperad. Runt El Carpintero är det ganska glesbefolkat, med 48 invånare per kvadratkilometer. Närmaste större samhälle är Tamasopo, 15,3 km väster om El Carpintero. I omgivningarna runt El Carpintero växer huvudsakligen savannskog.